# 유흑달
유흑달(중국어 정체자: 劉黑闥, 간체자: 刘黑闼, 병음: Líu Hēità 류헤이타[*], ? ~ 623년)은 중국 수말당초 시기의 군웅이다. 한동왕(漢東王)을 자칭했으나, 이건성 세력에 의해 평정된다.
도적이 되어 학효덕과 이밀 휘하에서 활동하다가 어릴 적에 알고 지내던 후하를 세운 두건덕의 부하가 되었다. 621년 두건덕이 당나라에게 패하여 죽은 후에는 그의 부하들과 군사들을 흡수하여 거병했다. 이후 낙주(洛州, 현재의 허난성 뤄양시)에 독자적인 세력을 구축했으나 623년에 이건성에 의해 토벌되어 처형되었다.